# Bildband (Film)
Ein Bildband ist eine auf einen Zelluloidstreifen belichtete Folge von Positiv-Einzelbildern (s. Diapositiv), die über ein Projektionsgerät an eine Leinwand projiziert werden kann. Andere zeittypische Bezeichnungen sind Dia-Filmband, Diafilm, Stehfilm, Filmstehbild, Einbildstreifen und Dia-Rollfilm. Im französischsprachigen Ausland ist die Bezeichnung Film fixe üblich, in englischsprachigen Regionen Filmstrip.

## Materialität

### Das Grundmaterial
Zellulosenitrat als flexibles Trägermaterial, auf das fotografische Bilder belichtet werden konnten, war seit 1888 im Einsatz in der Kinematographie. Die leichte Entflammbarkeit der Nitratfilme und mehrere Feuerkatastrophen mit Personenschaden nötigten bald zur Entwicklung des sogenannten Sicherheitsfilms aus Zelluloseacetat.
Bildbänder existieren in folgenden Formaten: 16, 28, 35, 55 mm.

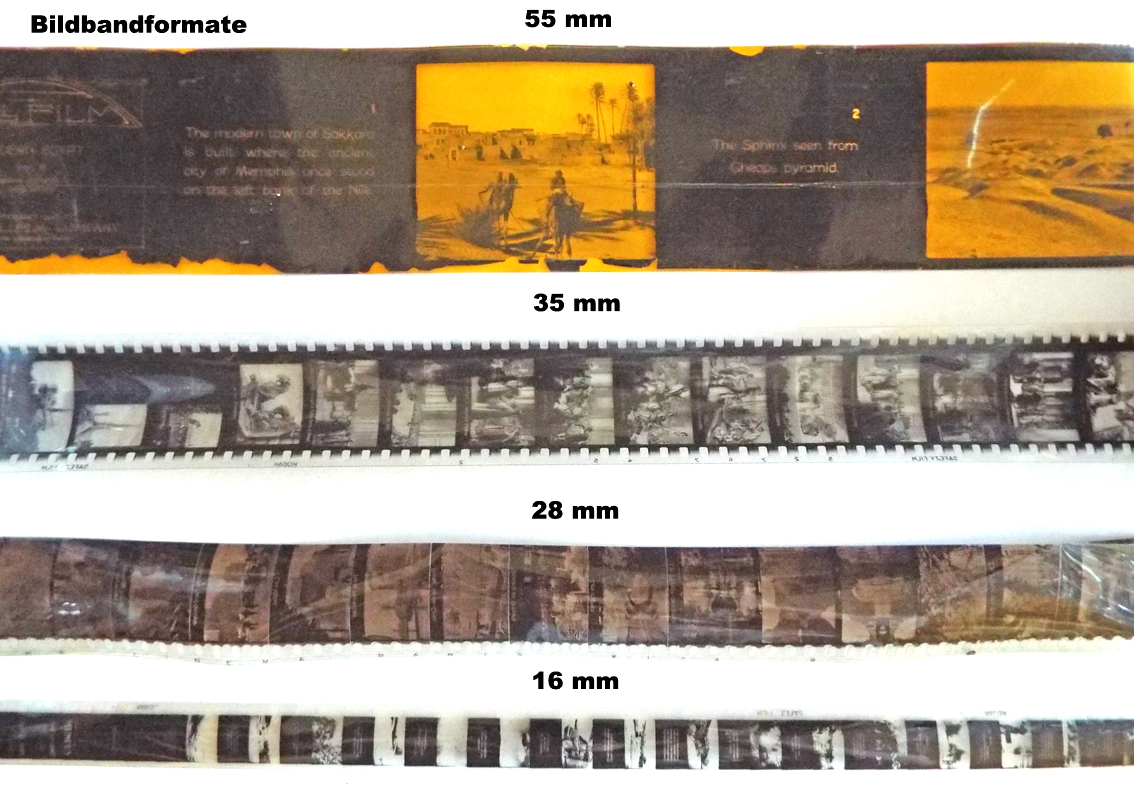
Verschiedene Bildbandformate

### Herstellung
Die einzelnen Fotografien konnten entweder in Längsrichtung im Stummfilm-Kinoformat von 18 × 24 mm (=single frame) oder quer im sogenannten Leica-Format von 24 × 36 mm (double frame) auf den Filmstreifen belichtet werden. In Deutschland, dem Heimatland der Leica, setzte sich letzteres durch. Ein Bildband konnte im ‚Durchlaufverfahren‘ oder in ‚Einzelbildbehandlung‘ hergestellt werden. Im ersteren Fall wurden sämtliche Bilder eines Negativfilms auf einmal und mit einer konstanten Durchschnittsbeleuchtung kopiert, im zweiten alle Bilder einzeln, was individuelle Anpassungen der Helligkeit entsprechend ihrer Lichtdichte und das Aussortieren schlechten Materials ermöglichte.
Auch die Selbstanfertigung von Bildbändern, z. B. mit Skizzen und Diagrammen, war vorgesehen. Hierfür wurden vermutlich ab den 1940er-Jahren spezielle "Do-it-yourself"-Kits angeboten, die vorbereitete Filmstreifen, Tinten und Farben enthielten, mit denen auf den Film direkt gezeichnet werden konnte. Fotografisches Material konnte auch mit der eigenen Kamera hergestellt werden. Mit Kopiergeräten wie dem Ilford Printer oder dem Leitz Eldia war es möglich, ein Band eins zu eins zu kopieren. Die Kompilation von Fotografien, selbst gezeichneten Elementen, Titeln und Texteinlagen konnte jedoch einen weiteren Zwischenschritt notwendig machen, bei dem das so vorbereitete Rohmaterial nochmals abfotografiert wurde, so dass ein Master-Band entstand.

### Vorlagen
Die bei der Herstellung zugrundegelegten Reproduktionsvorlagen bestimmten gemeinsam mit der Reproduktionstechnik die Qualität des künftigen Bildbandes: Kinematographische Filme, aus denen Standbilder erzeugt wurden, Fotografische Standbild-Negative (hier wiederum fachmännische Aufnahmen oder Amateuraufnahmen), und Gedruckte Vorlagen (Kunstdrucke, Bücher, z. B. Kinderbücher, oder Postkarten).

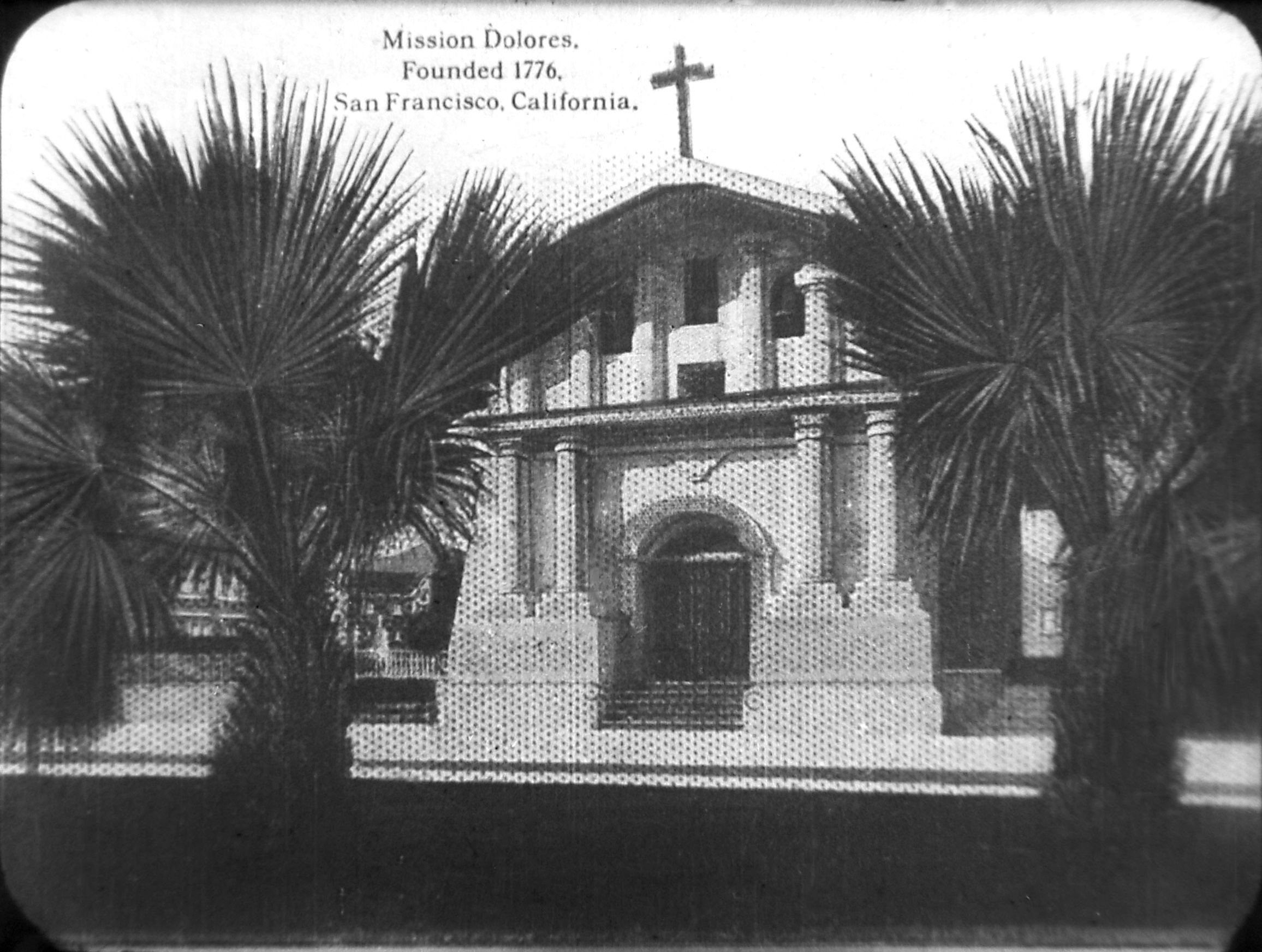
Von Ansichtskarte abfotografiertes Bild, Hersteller: „Filmoli“

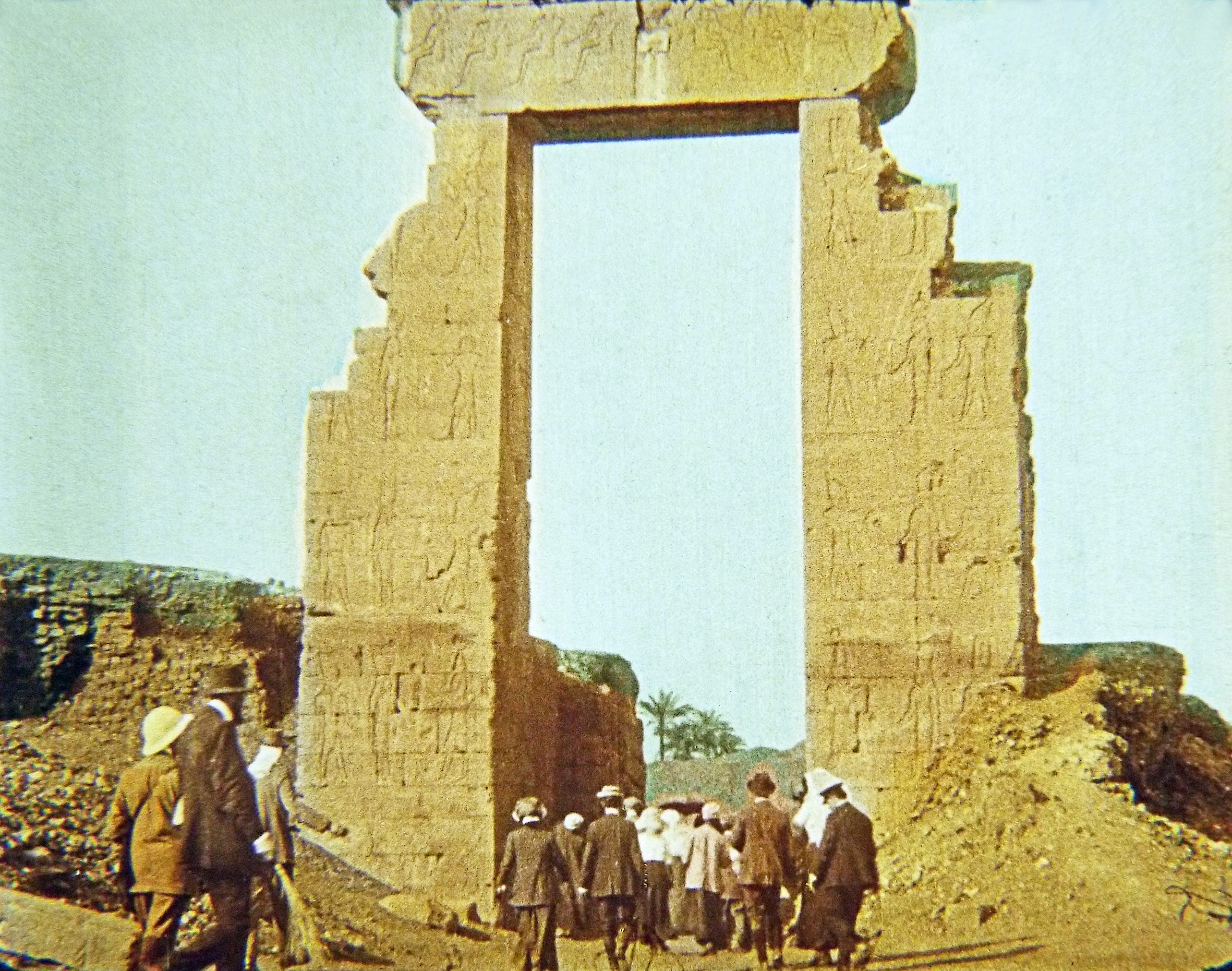
Nachträglich koloriertes Einzelbild aus einem kinematographischen Film, Hersteller: „Liesegang“

Die Benutzung minderwertiger Papiervorlagen, vor allem von druckrasterhaltigen Postkarten, führte zu einem gravierenden Qualitätsverlust. Dennoch wurden die Bänder offenbar verkauft, da sie sich in entsprechenden Sammlungen wiederfinden. Das offenbar skrupellose Geschäftsgebaren der reisenden Vertreter bildete in Deutschland einen großen Kritikpunkt an der Bildbandproduktion. Ein weiteres sich bei der Projektion negativ bemerkbar machender Aspekt war die unterschiedliche Größe der Einzelbilder. Alle Bildbänder konnten in Schwarzweiß, gefärbt (meistens Sepia, von Pathé sind jedoch auch blau oder magenta gefärbte Exemplare bekannt analog der Kolorierung früher Kinofilme) oder – bei entsprechendem Aufpreis – per Hand oder Schablone koloriert in den Handel gebracht werden. Für den Schulbetrieb wurden kolorierte Bänder in Deutschland als untragbar empfunden. Obwohl es farbige Kleinbilddias seit Ende der 1930er Jahre gab, dauerte es bis in die 1950er Jahre, bis die ersten Bildbänder auf Color-Umkehrfilm erhältlich waren.
Ein Bildband von etwa einem Meter Länge konnte eine Reihe von rund 50 Glasdias mit einem Gewicht von knapp vier Kilogramm ersetzen und gewannen daher rasch an Beliebtheit. Um 1930 bezeichnete sie ein Autor als „für Schulung und Unterricht ganz unentbehrlich“, dem Glasbilddia schon allein deshalb überlegen, da die Reihenfolge der Einzelbilder nicht durcheinander kommen konnte und kein Bild falsch herum in den Projektor geschoben werden konnte. Die dünnen, ungeschützten Filmstreifen waren allerdings auch anfälliger für Umwelteinflüsse – ihre Lebensdauer war wesentlich geringer und reichte je nach verwendetem Projektionsapparat von 20 bis 80 Vorführungen, ehe erste „Regenstreifen“ erschienen, was ihren günstigen Preis gegenüber dem gerahmten Glasbilddia („Laternenbild“) relativierte.

### Bild und Kontextualisierung
Die Bilder eines Bildbandes konnten auf mehrfache Weise für den Betrachter erschlossen werden, wobei die Information auf dem Film selbst mit belichtet oder als Zusatzmaterial mitgeliefert wurde. Die Erschließungsmöglichkeiten existierten in einigen Fällen nebeneinander, so dass dem Bild eine Basisinformation beigegeben war, während ein Text Vertiefung bot.
- Untertitel, Überschriften und/oder Zwischentexte
- Hefte mit Vortragstext
- Schallplatten oder Kassetten mit gesprochenem Text.

Zeitschriften und Bücher mit Hinweisen zur Verwendung der visuellen Hilfsmittel im Unterricht wurden entweder von den Herstellern der Bildbänder, oder Lehrmittelverlagen herausgegeben.

Die Anwendung von Text im, unter oder über dem Bild wurde kontrovers diskutiert. Deutsche Bildbänder enthalten zumeist keinerlei Untertitel, Pathé untertitelte. Eine "einfache Benennung" der Bilder wurde zum Beispiel im Essay "Possibilities of a Filmstrip" (GB, 1944) befürwortet, doch sollte der Grundsatz "weniger ist mehr" gelten. 

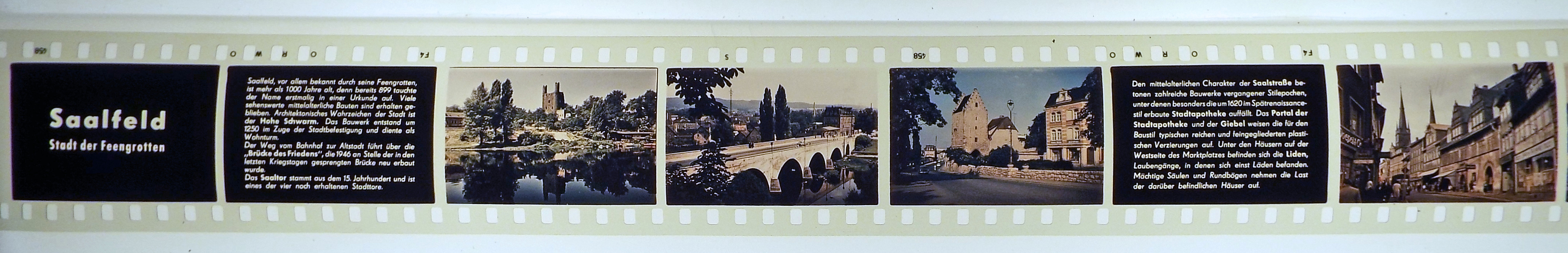
Ein Bildband im Leica-Format mit Zwischentexten, Hersteller: „DEFA“

### Multimedialität
Zahlreiche Anbieter von Bildbändern benutzten ihren Vorrat an Bildmaterial, um verschiedene Medien zu belichten und die Absatzmöglichkeiten damit zu erweitern. In den frühen Jahren waren dies meist Glasdiapositive und Bildbänder (z. B. die Verlage „Projection für Alle“ und „E. A. Seemann“). Der französische Hersteller Pathé benutzte Stills aus seinen kinematographischen Filmen (z. B. eine Ägyptenreise oder eine Venedigreise), stellte sie neu zusammen und versah sie mit entsprechenden Untertiteln als Bildband. Der „Pathéo-Roman“ erzählte Spielfilme in Standbildern und Zwischentexten nach, wie etwa den 1927 uraufgeführten „Napoléon“. In der DDR produzierte die Firma „Mikrolux“ Bildbänder, Kleinbilddias und Stereobilder mit touristischen Motiven und den beliebten Teddy- und Mäcki-Puppen.

### Aufbewahrung
Im Laufe der Zeit wurden diverse Aufbewahrungsmöglichkeiten entwickelt, die sowohl darauf abzielten, dem empfindlichen Film das Maximum an Schutz zu bieten, als auch seine rasche Verwendbarkeit im jeweiligen Projektionssystem (und ggf. eine Produktbindung) sicherzustellen. Auf den Dosen konnte außerdem ein Miniaturbild, Beschriftungen, Informationen zum Vertrieb und Ähnliches Platz finden. Eine Besonderheit der Pathé-Bildbänder sind die Metallkrampen an Anfang und Ende des Filmes, die ein Durchrutschen im Betrachter „Pathéorama“ verhinderten.

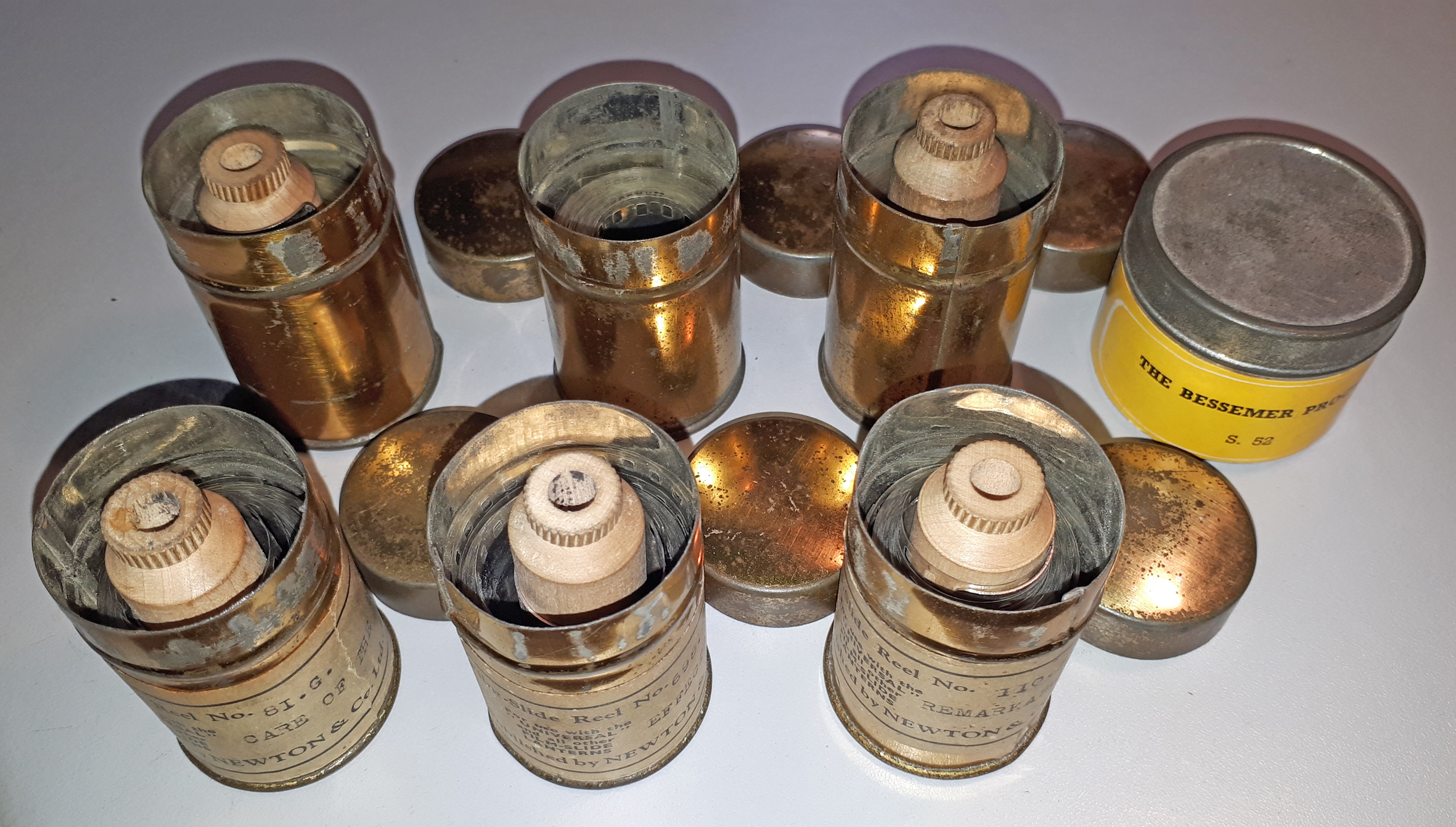
Bildbänder aus England auf Holzspule in Metalldose, 1940er Jahre, Hersteller: „Newton“

- Film mitsamt Spule aus Holz oder Metall im Angebot
- Film ohne Spule
- Metallkanister, Papphüllen, Pappdosen, Bakelit- oder Plastedosen für Einzelaufbewahrung
- Film in geschlossener Kassette (Aspectar)
- Spezielle Boxen für Reihen und Sammlungen mit einzelnen Fächern/Löchern für die Bildbänder und ggf. integriertem Katalognummernsystem

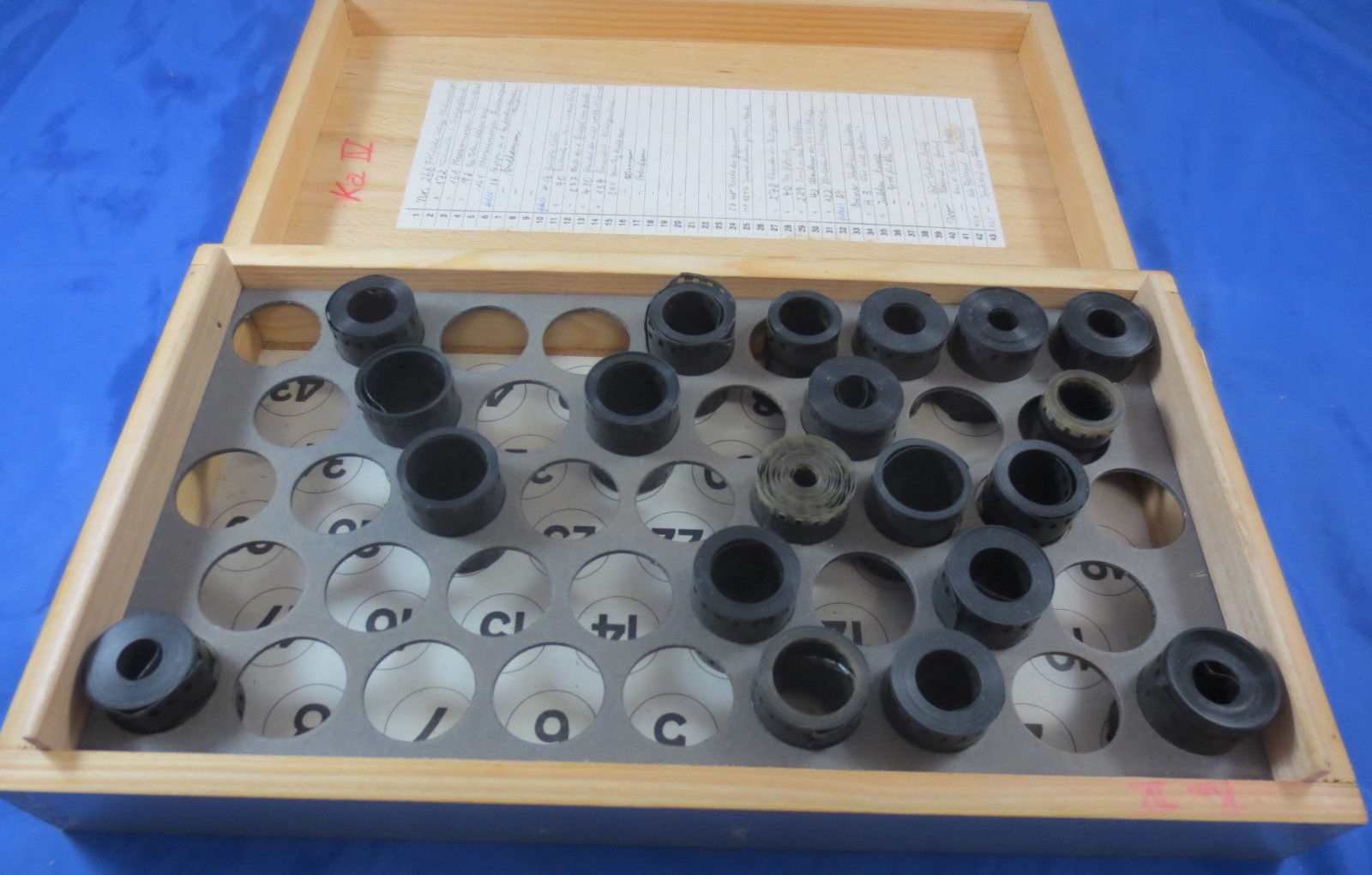
Bildbändersammlung in einer Holzkiste, um 1960

## Geschichte

### Die Erfindung des Bildbandes
Ende des 19. Jahrhunderts bezeichnete „Bildband“ auch das bewegte Bild, das mit Edisons Kinetskop gezeigt werden konnte. Wo das Bildband letztlich erfunden wurde, oder ob es sich um eine relativ gleichzeitige Neuerung handelte, ist bisher nicht mit Sicherheit geklärt. Die kalifornische StillFilm-Company scheint ab 1918 produziert zu haben. Die Bildbänder dieser Firma, die bis wenigstens in die 1930er Jahre produziert wurden, waren 55 mm breite, unperforierte Streifen, die in einer Metallspule eingespannt in einer zugehörigen Metalldose ausgeliefert wurden. Zwischen den einzelnen Bildern befand sich ein kurzer erklärender Text. 1921 reichte der französische Filmpionier Charles Pathé (1863–1957) ein Patent für einen Einzelbetrachter ein – das Pathéorama, eine handliche Box mit Lichtfenster und Gucklinse sowie einem Drehknopf zum Bewegen des Bildbandes. Ein Jahr darauf stellte Pathé einen zugehörigen Projektor vor, in den das Pathéorama eingeschoben werden konnte. Pathé benutzte den damals üblichen 35-mm-Film, trennte die Perforierung jedoch einseitig ab – was die Benutzung seiner Bänder nur in seinen Geräten ermöglichte. Schon 1922 ließ sich jedoch auch die amerikanische Society for Visual Education (SVE) ihr „Film-Stereopticon“ patentieren, den Stammvater der erfolgreichen „Picturol“-Serie. Frühe deutsche Bildbandverlage waren der „Filmdienst“ in Dresden (später „Filmosto“) und die berühmte Projektorenfirma Liesegang, die auch bereits um 1920 "Filmbandstreifen" anbot.

### Deutschland

#### Weimarer Republik
Zahlreiche kirchliche (z. B. „Deutscher Evangelischer Filmdienst“), staatliche (z. B. „Deutscher Lichtbild-Dienst“), parteieigene und private Verlage fertigten in den 1920er Jahren Bildbänder und zugehörige Vortragstexte, die sie oft gemeinsam mit passenden Projektoren anboten. Die Hersteller arbeiteten international zusammen – z. B. Liesegang und Pathé – und lokal mit Buchverlagen, deren Materialien sie nutzten. Privatleute konnten sich ihre Bildbänder vom Verlag herstellen lassen. Bei entsprechender Eignung wurden diese mit dem Vermerk „Privatserie“ auch in das offizielle Programm integriert. In Deutschland kam es zwischen Befürwortern und Gegnern des Bildbandes zu heftigen Auseinandersetzungen. Die in den 1920er Jahren eingerichteten Landesbildstellen, in denen pädagogisch und wissenschaftlich gebildete Amtswalter mit höchstem Anspruch über die Lehrmaterialien in den Bildungseinrichtungen wachten, sahen den von kommerziellen Interessen geleiteten Bildbandvertrieb an ihrer Institution vorbei als Landplage und Störung. Abgesehen vom schlechter Bildqualität und fehlender fachlicher Aufsicht bei seiner Zusammenstellung wurde von pädagogischer Seite her die starre Bildfolge eines solchen Filmbandes, die Unmöglichkeit seiner Ergänzung, der Mangel an Individualität, als höchst problematisch empfunden. Ein etwaiges Zerschneiden und Rahmen der Bildbänder wurde als nicht praktisch angesehen: viel zu klein sei das (halb so groß wie das spätere Kleinbilddia) Bildfenster, die Rahmen nicht beschriftbar. Ablehnend standen auch die großen Glasdiaverlage dem Konkurrenten gegenüber – konterten aber schließlich durch die Herstellung eigener Bildbänder, deren Qualität sie eigens hervorhoben (z. B. E. A. Seemann in Leipzig (Seestern-Lichtbilder) und Dr. Franz Stoedtner in Berlin). In Volksschulen fand das Bildband – aufgrund seiner Billigkeit – weite Verwendung. An den höheren Lehreinrichtungen gestand man ihm Ende allenfalls ergänzende Möglichkeiten in bestimmten Themengebieten zu.

#### Drittes Reich
1934 wurde die „Reichsstelle für den Unterrichtsfilm“ als GmbH gegründet. Sie sollte in Zusammenarbeit mit den Landes- und Stadtbildstellen die Schulen flächendeckend sowohl mit den technischen Voraussetzungen zur Filmvorführung (Projektoren, geschultes Vorführpersonal) als auch mit Filmmaterial (Filme und Dias) selbst versorgen. Lichtbilder und Filme wurden auf ihre pädagogische Eignung strengstens geprüft und durften erst anschließend an staatliche Bildungseinrichtungen verteilt werden. Die rechtliche Trennung der Kompetenzen des Erziehungs- und des Propagandaministeriums, die Tatsache, dass die Reichsanstalt als Wirtschaftsbetrieb organisiert war und die Fachkompetenz von Ministerialrat Dr. Kurt Zierold, der ab 1936 alle Geschäftsanteile der GmbH hielt, ermöglichten der Reichsanstalt ein geschicktes Manövrieren zwischen den Forderungen des Propagandaministeriums. Schließlich untersagte die unterdessen in „Reichsanstalt für Film und Bild in Wissenschaft und Unterricht (RWU)“ umbenannte Institution die Verwendung von Bildbändern im Unterricht. Ein Rundschreiben vom Januar 1940 weist ausdrücklich darauf hin, 
„dass Bildbänder für den Gebrauch an Schulen aus wohl erwogenen pädagogischen und technischen Gesichtspunkten bisher in keinem Falle zugelassen sind. Wir bitten die Landesbildstellen darauf zu achten, dass Bildbänder in keinem Falle in den Schulen verwandt werden.“ 
Doch gerade für die NSDAP und die Hitlerjugend war das Bildband zentrales Schulungsmittel: Das interne Informationsblatt „Der Hoheitsträger“ der NSDAP stellt im Jahr 1937 die intensiven Bemühungen heraus, das Medium möglichst flächendeckend zum Einsatz zu bringen. Beworben wurde der „HJ-Bildbandwerfer“ (ein Filmosto „Bube“), von dem 460 Geräte kostenlos an HJ und BDM verteilt wurden. Weitere Anstrengungen sollten unternommen werden, damit „in Zukunft kein HJ-Heim ohne dieses wichtige Schulungsmittel mehr denkbar ist“. Ab 1938 stellte die NSDAP eigene Bildbänder her und legte sie ihren Schulungsbriefen bei. Der Entscheid gegen das Bildband verhinderte so das Eindringen zahlreicher Propaganda in den Schulbetrieb. Die Absage an das Bildband mit den Stehfilmbildern bedingte jedoch nicht die Absage an den eigentlichen kinematographischen Film, der jedoch ebenso von der RWU auf seine Eignung geprüft wurde.

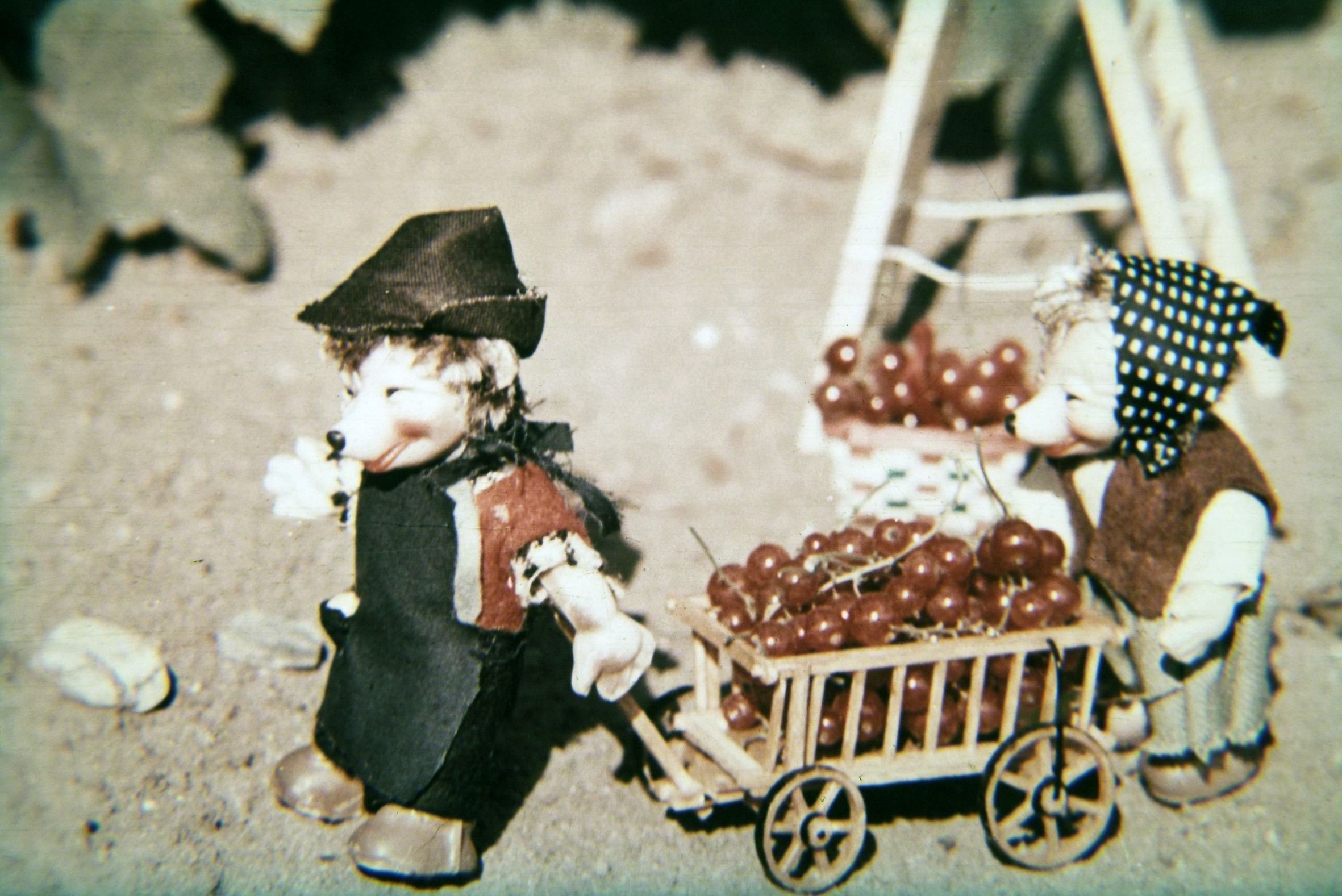
Einzelbild aus einem „Mäcki“-Bildband. Hersteller „Mikrolux“ (DDR), 1950er Jahre.

Zumindest in Westdeutschland war damit das Thema Bildband in der Schule beendet, man verwendete Kleinbilddias. Dies gilt etwas abgeschwächter Form auch für die DDR. Hier bewarb 1950 Karl Pouva (1903–1989) 1950 seine „Pouva-magica“, die lediglich Bildbänder projizieren konnte, als „erfolgreichen Helfer“ in der „Breitenarbeit“, um „Kulturaufgaben zu lösen“. Letztlich blieb der einfache mit Standardglühlampe betriebene Projektor jedoch vor allem in Kinderzimmern beheimatet.
Überall außerhalb Deutschlands wurden Bildbänder teilweise bis in die 1980er Jahre (Osteuropa) in den Schulen eingesetzt.

### Frankreich

#### Bis 1945
In Frankreich waren Bild und Film eng eingebunden in die scharfe Auseinandersetzung zwischen Katholischer Kirche und Staat und deren Kampf um den Zugriff auf die Volksbildung. Katholische Verlage wie das Maison de Bonne Presse, die bereits Glasdias hergestellt hatten, produzierten in großem Umfang Bildbänder. Anders als in Deutschland stellte die Frage nach Glasdiapositiv oder Bildband hier offenbar kein Problem dar. Die ersten Schritte zur Einbindung von Film und Bildband in den Unterricht wurden 1926 mit dem „Code Soleil“ unternommen. 1933 wurde die UFOCEL („Union française des offices du cinéma de l’éducateur laïque“) gegründet mit dem expliziten Ziel, kinematographischen Film wie Bildband im laikalen Bildungswesen zu propagieren.1935 befürwortete der französische Erziehungsminister die Verwendung von Bildbändern in den Schulen, doch blieb das Medium insbesondere in der kirchlichen Bildung im Einsatz. Ab 1944 prüfte eine eigens eingerichtete ministerielle Kommission ihre Nutzung und gab in Zusammenarbeit mit der UFOCEL regelmäßig Listen heraus, welche Bänder für die Lehrpläne in Frage kamen.

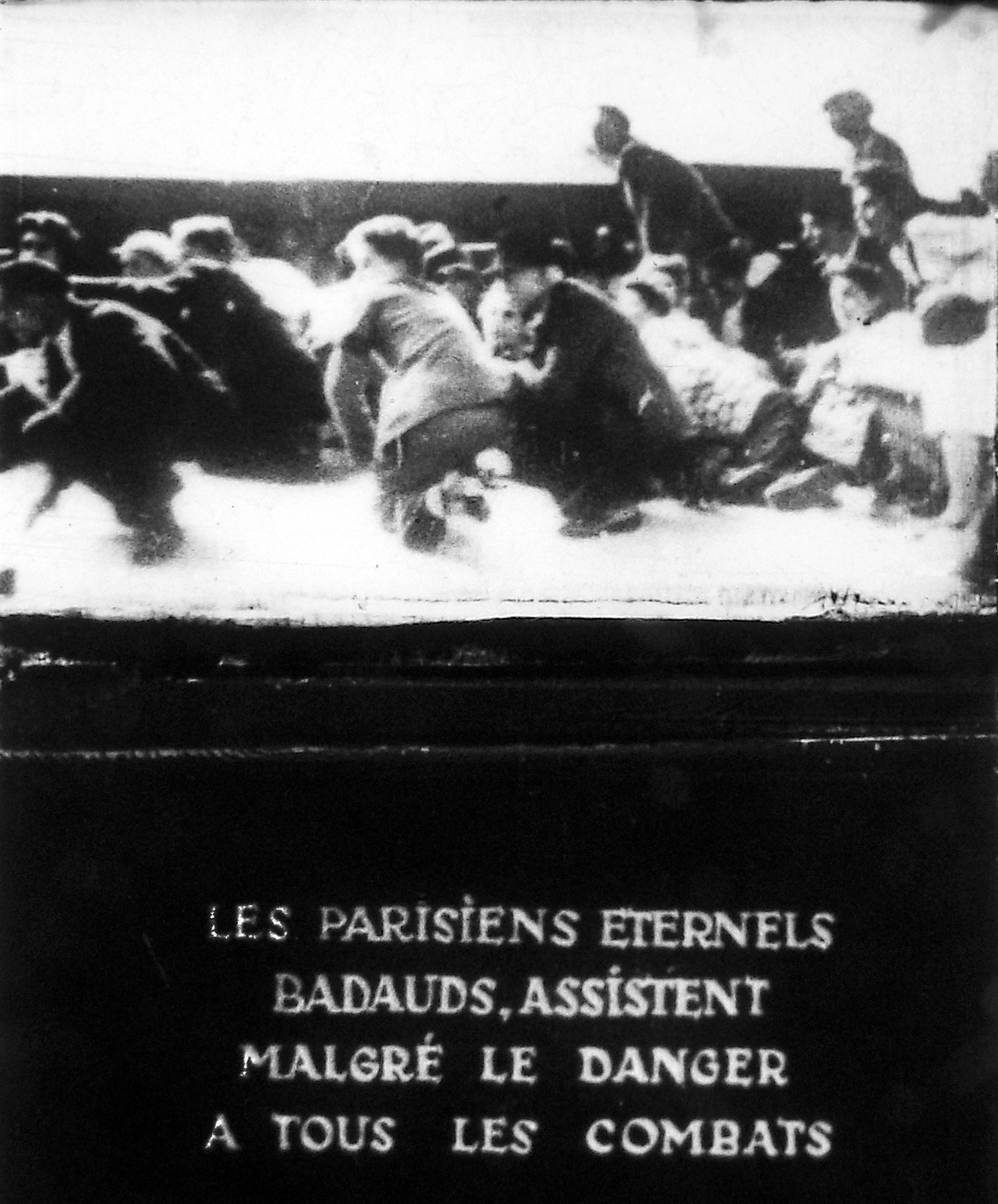
Einzelbild aus „Debarquement en Normandie“, Hersteller: „Mundus“, 16-mm Bildband

Die Materialknappheit führte zur Entwicklung des Bildbandes auf einem 16-mm Film, vertrieben von der Firma „Mundus“. Aufgrund der mangelhaften Qualität war diesem Experiment allerdings keine Dauer beschieden. Die künftig verwendeten Bänder hatten wieder das 35-mm-Format.

#### Nach 1945
Erst die Subventionen des "Loi Barangé" von 1952 erlaubten den Schulen schließlich den großräumigen Ankauf von Bildbändern (und Filmen) nebst Projektoren. Jetzt wurde auch ein eigenes pädagogisches System für das Bildband entwickelt. Dabei wurde offenbar das Bildbänd vor dem kinematographischen Film präferiert, da es die Autorität des Lehrers nicht in Frage stellte. Neue Verlage spezialisierten sich auf Bildbänder, oder nahmen Bildbänder zusätzlich in ihr Programm auf, wie die Zeitschrift "Paris Match", die monatliche Nachrichten aus Politik, Sport und Kultur sowie Einzelreportagen auf dem Medium veröffentlichte. Larousse publizierte einen umfangreichen Katalog mit Bildbändern aus allen Sparten. Auch hier wird dem Bildband der Vorzug vor dem Film gegeben, der die "Freiheit des Lehrers zu sehr einschränke": 
L’expérience a démontré dans le domaine pédagogique la supériorité du film fixe sur le film animé ; il imprègne plus profondément la mémoire de l’enfant, laisse plus de liberté à l’éducateur dans ses explications. Il est moins onéreux et de maniement plus facile."

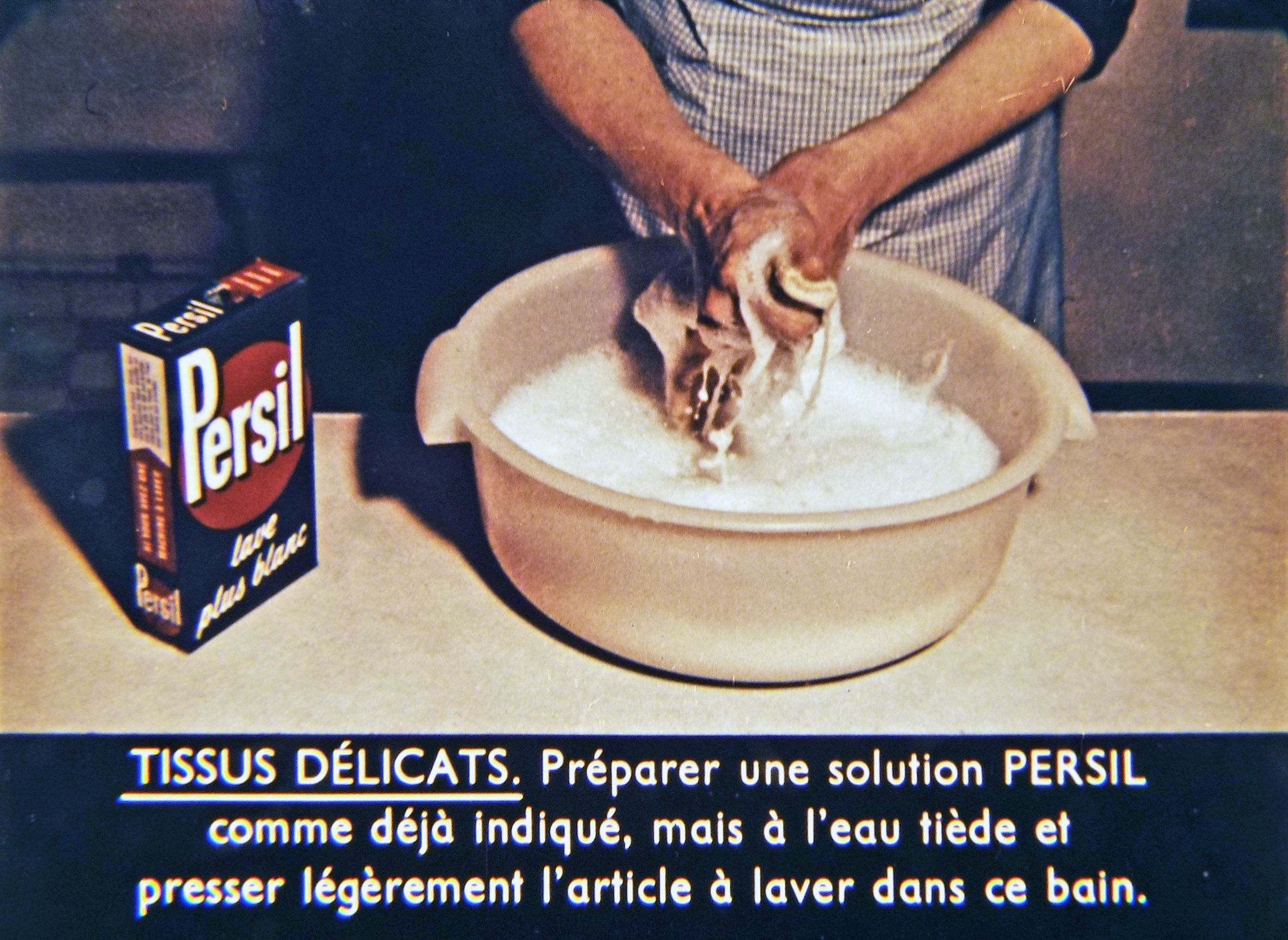
Einzelbild aus dem Bildband über das Wäschewaschen mit Produktwerbung, Hersteller „O.D.F.“ / „Persil“

Ein Einfluss der Pädagogen auf den Inhalt und die Zusammenstellung der Filme – der in Deutschland ja in den 1920er Jahren schon dringend angemahnt wurde – fand kaum statt. Dies führte dazu, dass z. B. Firmen in Zusammenarbeit mit dem ODF („Office du Documentation par le Film“) informative Bildbänder produzierten, die jedoch gleichzeitig als Werbematerial für ein bestimmtes Produkt oder eine Produktserie zu werten sind und so für eine möglichst frühzeitige Bindung der Kinder an dieses spezielle Produkt sorgten.

### Vereinigtes Königreich

#### Bis 1945
Die ersten Bildbänder fanden in den 1920er Jahren Verwendung in Bildungseinrichtungen, Kirchen, Vereinen und staatlichen Organisationen.

#### Nach 1945
Erst nach 1945 kam das Bildband in den Schulen weiträumig zum Einsatz. Bedeutung erlangte der in den 1940ern gegründete und 1951 neu formierte Verlag "Common Grounds", der Bildband und Textheft gemeinsam anbot. In England produzierte Bildbänder wurden in den Kolonien bzw. im Commonwealth vertrieben und dienten damit auch der Verbreitung der Idee des "Empire".

### USA

#### Bis 1945
Bereits StillFilm Inc. produzierte Bildbänder für die Grundschule in sämtlichen Themenbereichen von Leseunterricht, über Biologie bis zu Geschichte, einschließlich unterhaltender Materialien. Die 1919 gegründete „Society of Visual Education“ übernahm die Produktion und den Vertrieb von Bildbändern und Projektoren für Schulen und sonstige Bildungsaufgaben ab 1923 mit der Einführung der 32-mm Bänder unter dem Markennamen „Picturol“, doch führte die zunächst mangelhafte Qualität zu einer eher schleppenden Übernahme des neuen Mediums. Erhaltene Bildbänder der Society ("S.V.E.") aus den 1920er und 1930er Jahren decken sowohl den Bereich diverser Schulfächer wie Geographie und Naturkunde ab, informieren aber auch über korrektes Alltagsverhalten: Richtiges Händewaschen zum Beispiel, oder Gesunde Ernährung. Während des Zweiten Weltkrieges fanden Bildbänder weiträumig Anwendung in der militärischen und zivilen Erwachsenenbildung. Im Bereich der Unterhaltung und der Tourismusindustrie erlangten die "Tru-Vu" Stereobildbänder weite Verbreitung, die jedoch nur mit einem Viewer gesehen werden konnten, und nicht projiziert wurden.

#### Nach 1945
Erst nach dem Zweiten Weltkrieg wurden Bildbänder zum zentralen audiovisuellen Medium in den USA. Zahlreiche Comicfiguren, etwa von Disney oder Hanna Barbera, wurden in den USA und weiteren westlichen Ländern außerdem genutzt, um Kindern korrekte Verhaltensweisen – zum Beispiel im Straßenverkehr – zu illustrieren. Instruktionen erläuterten, welche Art Bildband durch den Lehrer in welcher Weise genutzt werden konnte, um das Maximum für die Schüler aus dem Medium herauszuholen. Für die Vorabsichtung durch den Lehrer und die Vorbereitung der Stunde wurden Viewer mit Bildschirm entwickelt. Noch 1981 lobt eine amerikanische Publikation das Bildband als "equivalent of a dozen charts, pictures, drawings, diagrams, or printed matter [...] wound into a roll, and inserted for storage and distribution in a container less than two inches in diameter and height" was zu einer beispiellosen Kostenersparnis geführt habe. Das Bildband sei ein "major contributor to learning in the classroom" und würde dies auch weiterhin bleiben. Allerdings werde es wohl bald dreidimensionale holographische Bildbänder geben.

## Themen
Bildbänder lassen sich grob in instruktiv-informative und unterhaltende Themen einteilen. Zu ersterer Gruppe gehören nicht nur die Bänder für den Schulunterricht in sämtlichen Fächern, sondern auch berufsspezifische Kompetenzen und Lehrmaterial für das richtige Verhalten im Alltag. Nicht immer ist eine scharfe Trennung zu ziehen, da Reisebilder zum Beispiel auch der Werbung und/oder der Propaganda für koloniale Ideen dienen konnten.
- Unterhaltung (Märchen, Cartoons, Besinnliche Feierstunden zu kirchlichen Festen, Reisebilder, Bildbänder von aktuellen Kinofilmen als "Merchandise")
- Instruktion (Bildbänder für die Schulfächer, Gesundheitserziehung, Berufsausbildung, Alltags-Tips, wie zum Beispiel "Richtig Wäsche waschen" oder "Korrekt kleiden", Nachrichtenbänder, oft von großen Zeitungen wie Paris Match oder New York Times)

In der Propaganda fanden Bildbänder umfangreich Einsatz. In der Weimarer Republik warnten kirchliche Verlage vor den gottlosen Verhältnissen und der Entwürdigung der Frau in der Sowjetunion („Sowjetkultur droht“), verherrlichten Martin Luther als deutschen Nationalhelden („Martin Luther – Ein Kämpfer für das deutsche Volk“) und beklagten die Folgen des Versailler Vertrages. Insbesondere die Propagandabänder erhalten oft erst durch den Begleittext ihre Brisanz, während das reine Fotomaterial sich teilweise rein dokumentarisch gibt. Im Nationalsozialismus wurde der heroische Opfermut der deutschen Soldaten gefeiert („Opfer und Dank“).
Im Kalten Krieg klären Bildbänder der DDR auf über den „Profit durch Völkermord“ der Westmächte und bereiten die Einwohner auf den atomaren Ernstfall vor. Auch der Kolonialismus hinterließ seine Spuren in der Bildbandproduktion. Dies konnte subtil geschehen, wenn etwa neben exotischen Tieren auch die „Negerfamilie“ vor der „Eingeborenenhütte“ zum Bildrepertoire gehört, oder mit frappierend naivem Rassismus, wie sie die Unterwäschewerbung der französischen Firma „Petit Negro“ zeigt. Materialien für den Geographieunterricht, Reisebilder und Urlaubserinnerungen nehmen einen weiteren großen Raum in der Bildbandproduktion ein. Dabei wurde sich oft auf idyllische, zum Teil klischeehafte Darstellungen beschränkt, die „das Typische von Land und Leuten“ inszenierten. Noch bis in die 1950er Jahre wurden durch Neuauflagen alter Bänder Vorkriegssituationen konserviert. Bilder von problematischen Zuständen oder Armut fanden nur selten den Weg in ein Reisebildband.

## Bildbanddidaktik
Die festgelegte Reihenfolge der Bilder innerhalb des Bildbandes wurde einerseits gelobt, andererseits als didaktisch problematisch empfunden. Deutsche Pädagogen sahen das Medium besonders kritisch. Für den Gebrauch an höheren Lehranstalten sei es nicht geeignet, hieß es bereits 1927 im Jahresbericht einer Realschule. Der Leiter der Bayerischen Lichtbildstelle, zugleich Professor an der Münchner Universität, stellte 1936 fest:
"Der lehrplanmäßige Unterricht benötigt bezüglich des Aufbaues der einzelnen Unterrichtsstunden und besonders bezüglich der Eingliederung der Anschauungsmittel jede Bewegungsfreiheit – das Bildband aber läßt praktisch gar keine Bewegungsfreiheit."
Insbesondere das Vor- und Zurückdrehen eines Bildbändes im laufenden Betrieb wurde als unmögliche Störung angesehen. Andere Länder sahen hier allerdings kein Problem. "There is no need tu use all the frames in a strip. Pictures not needed for the particular lesson can be passed over (the best method of doing this is to place the hand in front of the lens, counting the frames as the turns are made until the selectec picture is reached) [...]" heißt es 1949 in einer britischen Anleitung zur Verwendung des Bildbandes im Unterricht. Notfalls sollte das Bildband zerschnitten und als Einzeldias gerahmt werden.
Außerhalb Deutschlands wurde eine auf das Medium zugeschnittene Lehrmethode entwickelt und in zahlreichen Publikationen verbreitet. Am Anfang stand die Planung und Vorbereitung des Bandes, falls die Lehrkräfte nicht auf ein fertiges Bildband (das gekauft oder geliehen werden konnte) zurückgreifen wollten. Ein selbst hergestelltes Bildband konnte und sollte speziell auf das Publikum und den Lehrzweck zuschnitten sein.
Wurde ein Bildband eines kommerziellen Anbieters eingesetzt, so waren die Lehrkräfte (und andere Verwender des Bildbandes in anderen Kontexten ebenso) angehalten, das Band mit seinem Text in Gänze einmal anzuschauen, bzw. Audiomedien anzuhören. Hierfür gab es Filmstrip-Viewer. Es sollte geprüft werden, ob das Bildband aktuell war, das Thema in angemessener Weise wiedergab, aber auch, ob es in visueller Hinsicht ansprechend war. Der Beitext sollte dabei nicht einfach abgelesen, sondern ebenfalls von dem Bildbandvorführenden an die aktuelle Situation angepasst werden. Die Vorbereitung der Bildbandvorführung sollte die Schulklasse bereits mit einbeziehen: "The teacher should promote the maximum active student participation [...] plan the work that the children tell the teacher what is in the pictures. The children will then be led to discover relationships between items and to organise their knowledge by making comparisons [...]".
Ein Bildband konnte zum Einsatz kommen, um
- Lesen zu üben

- einen Gegenstand / ein Land / eine Handlung zu beschreiben (z. B. die Entwicklung einer Pflanze, oder die Vorstellung eines Landes für den Geographieunterricht)
- eine Geschichte zu erzählen, bei der das Publikum aktiv mitentscheiden musste. Hierfür charakteristisch sind entsprechende Formulierungen im Beitext / Audiomedium / Untertiteln.

Bildbänder konnten sowohl in ein Unterrichtsthema einführen, als auch zur Nachbearbeitung genutzt werden. Der Inhalt sollte diskutiert werden, wobei das Bildband in Gänze oder nur einzelne Bilder, noch einmal gezeigt werden konnte. Wiederholung war ein wichtiger Faktor zur Erzielung des Lerneffekts. Nicht zuletzt sollten die Schüler auch anhand der Projektorbedienung gewisse Fertigkeiten erwerben.

## Bildbandprojektoren

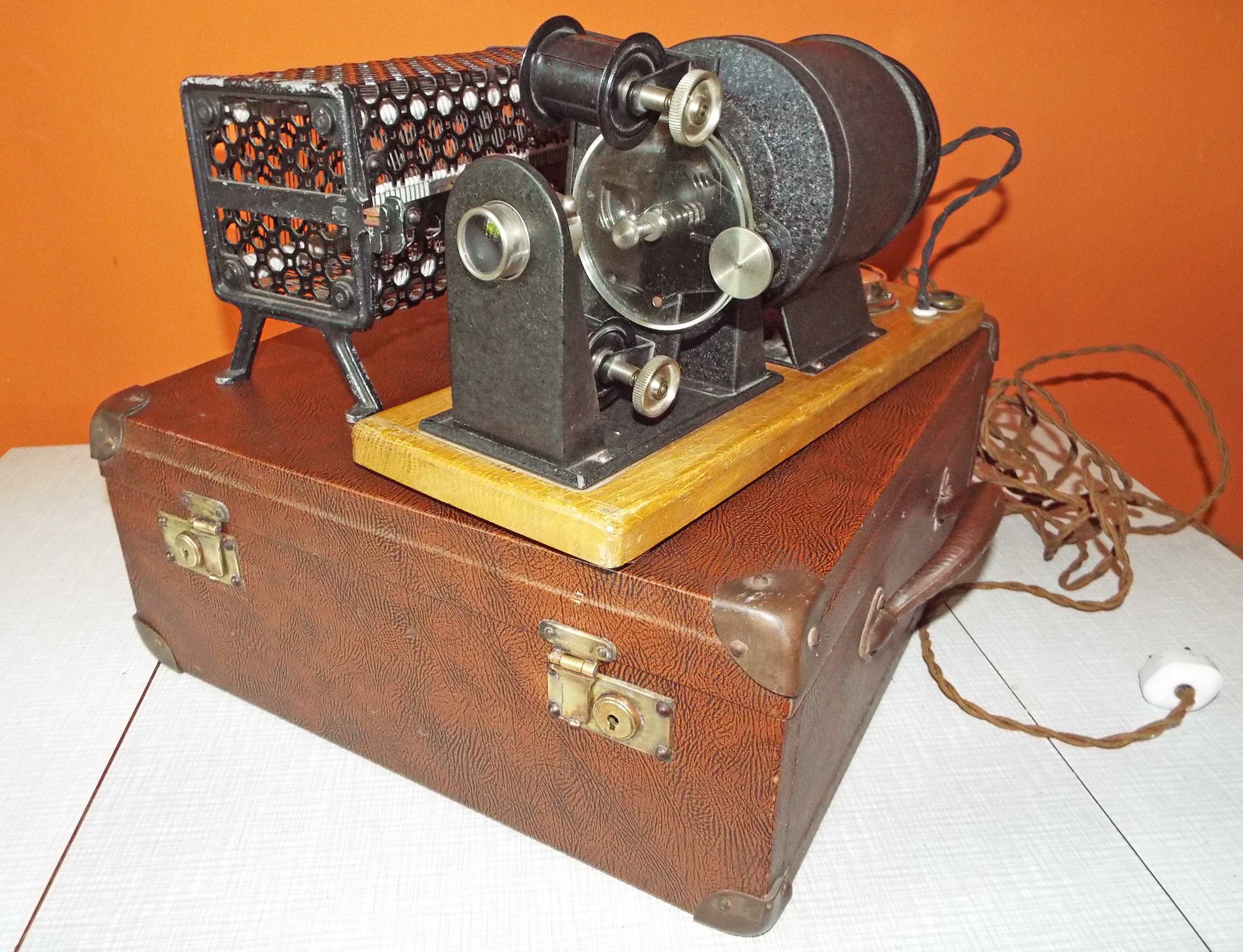
Projektor des Dresdner „Filmdienstes“ mit Trafo, Mitte 1920er Jahre.

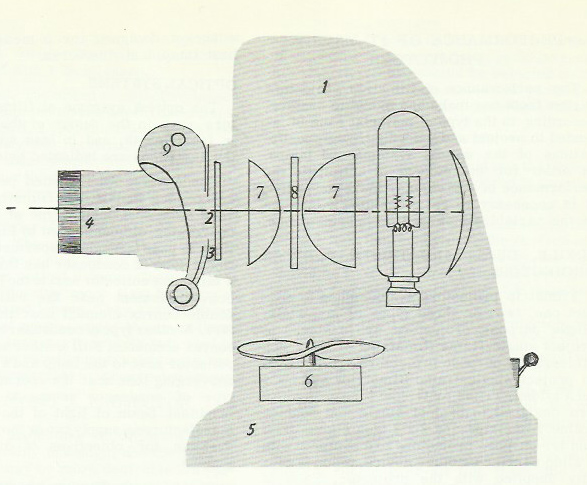
Aufbau eines amerikanischen Bildbandprojektors, Mitte 1950er Jahre: 6 = Motor mit integriertem Kühler, 7 = Kondensatoren, 9 = Bildbandhalterung (Audio-visual materials and devices, 1958)

Die amerikanische StillFilm Company, mutmaßliche Erfinderin des Bildbandes, vertrieb Aufsätze für gewöhnliche Glasdiaprojektoren, auf die die Spulen gesteckt werden konnten. Pathé entwickelte einen Projektor, in den sein Betrachter, das „Pathéorama“ eingeschoben werden konnte. Bereits ab 1922 gab es jedoch eigens für Bildbänder hergestellte Apparate, in den USA beispielsweise von der „Society of Visual Education“ und J. R. Bray („Brayco Projectors“). In Deutschland stellten der Dresdner „Filmdienst“ und „Filmoli“ in Nürnberg Bildbandprojektoren her. Ein Bildbandprojektor oder „Filmbandwerfer“ besteht wie ein Glasdiaprojektor aus einem Lampengehäuse, dass die Leuchtquelle umschließt, einem optischen System aus Spiegel, Kondensator und Objektiv, sowie der Bildträgerbühne. Das kleine Format der Einzelbilder im Vergleich zu einem 8,5 × 10 bzw. 8,5 × 8,5 cm großen Glasdiapositiv gestattete die Verwendung kurzbrennweitiger Kondensatoren und generell kleinerer und leichterer Apparate. Frühe Geräte trugen ein Strommessgerät und mussten über einen Trafo mit dem öffentlichen Netz verbunden werden, da die Netzspannung noch nicht stabil war. Ein- und Ausschalter konnten sich am Gerät selbst oder am Kabel befinden.
Starke Unterschiede in puncto Helligkeit und Schärfe existierten je nach Verwendungszweck: Projektoren für Kinderzimmer, die auf etwa einen Meter Entfernung Unterhaltsames zeigen sollten, taugten nicht zur Projektion in Klassenzimmern. Die Qualität der Filmbandwerfer und deren unabhängige Überprüfung war daher stets ein wichtiger Punkt der offiziellen Bildstellen und Schulen. Frühe Geräte oder Kinderzimmerprojektoren konnten mit einer Kerze betrieben werden, professionelle Bildbandprojektoren trugen eine 500-Watt-Lampe. Tabellen gaben Auskunft, für welche Entfernung und welche gewünschte Leinwandgröße welches optische System und welche Lichtquelle für gute Ergebnisse notwendig waren. Ab den 1940er Jahren waren die meisten Bildbandprojektoren Kombigeräte, die durch Einschub eines entsprechenden Kleinbilddia-Adapters oder Austausch der Bildbandspulen mit dem Diaeinschub für Kleinbilddiaprojektion eingesetzt werden konnten.

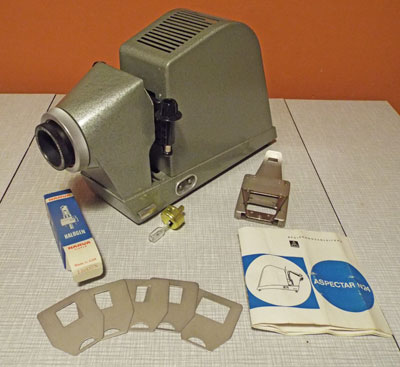
Bildband- und Kleinbilddiaprojektor Aspectar N24 mit Schablonen, um 1970

Von besonderer Bedeutung war die Lösung des Bildtransports in der Bildträgerbühne, da die empfindliche Filmschicht möglichst nicht zerkratzt werden sollte. Das Bildband konnte auf Spulen aufgesetzt werden, oder – falls es bereits mit einer Spule ausgeliefert wurde – diese Spule auf ein Trägersystem aufgesetzt. Viele Bildträgerbühnen waren drehbar, um zwischen Hochkant single-frame-Format und querliegendem Leicaformat rasch wechseln zu können. Sogenannte „Tripurposo“ -Projektoren, wie der Picturol Tripurpose aus den 1950er Jahren konnten sowohl single-frame, als auch double-frame und (nach Einschub der Diabühne) Kleinbilddias projizieren. Deutsche Produkte unterscheiden sich jedoch meist durch die seitlichen Spulenträger, während englische, amerikanische und französische Projektoren eine vertikale Anordnung hatten, da kaum Leicaformat (double-frame quer) benutzt wurde. Schablonen, die hinter dem Objektiv eingeführt wurden, blendeten unerwünschte Lichtstreifen und die Filmperforation aus. Das Bildband wurde, um es plan zu halten, meist zwischen zwei Glasscheiben geführt. Fortschrittliche Projektoren gestalteten das System so, dass bei Weiterbewegung des Bandes eine der Glasscheiben zurückgezogen wurde, um so das Schleifen der Filmschicht auf dem Glas zu verhindern.
Da außerhalb Deutschlands das Bildband intensiv im Schulunterricht genutzt wurde, wurden Projektoren mit integriertem Plattenspieler und später Kassettendeck entwickelt, die das simultane Abspielen entsprechender Audiovorträge ermöglichten. Der Transport des Bildbandes erfolgte automatisch mittels eines Audiosignals, hörbar für ältere Projektoren, nicht hörbar für Projektoren ab den 1970er Jahren. Die Erfindung des Videorekorders und der Videokassette beendete die Bildbandära.